# Copa Libertadores 2015
La Copa Libertadores 2015, denominada por motivos comerciales Copa Bridgestone Libertadores 2015, fue la quincuagésima sexta edición del torneo de clubes más importante de América del Sur, organizado por la Confederación Sudamericana de Fútbol, en la que participaron equipos de once países: Argentina, Bolivia, Brasil, Chile, Colombia, Ecuador, México, Paraguay, Perú, Uruguay y Venezuela. El certamen contó un receso entre los de cuartos de final y las semifinales, con motivo de la realización de la Copa América 2015 en Chile.
El campeón fue River Plate de Argentina, que alcanzó de esa forma su tercer título en la competición y completó su primera triple corona continental, ya que por entonces era también el vigente campeón de la Copa Sudamericana y de la Recopa. Gracias a la consagración, clasificó a la Copa Mundial de Clubes 2015, y jugó la Recopa Sudamericana 2016 contra Santa Fe de Colombia. Además, clasificó a la segunda fase de la Copa Libertadores 2016.

## Formato
Un total de 12 equipos —los 2 últimos clasificados del país del campeón vigente, y el último clasificado de cada uno de los restantes países— disputaron la primera fase, en la cual se establecieron seis llaves. Cada una tuvo a su respectivo ganador, que accedió a la segunda fase, a la que ya se encontraban clasificados los restantes 26 equipos, constituyéndose así ocho grupos de 4 equipos. Los dos primeros de cada zona pasaron a las fases finales, disputadas bajo el sistema de eliminación directa y compuestas por los octavos de final, los cuartos de final, las semifinales y la final, en la que se declaró al campeón.
|                            |                            | Equipos que entran en esta fase | Equipos que provienen de la fase anterior                                       |
| -------------------------- | -------------------------- | --- | ------------------------------------------------------------------------------- |
| Primera fase (12 equipos)  | Primera fase (12 equipos)  | - 1 equipo de Argentina, Bolivia, Brasil, Chile, Colombia, Ecuador, México, Paraguay, Perú, Uruguay y Venezuela - 1 equipo extra del país del campeón vigente |                                                                                 |
| Segunda fase (32 equipos)  | Segunda fase (32 equipos)  | - 4 equipos de Argentina y Brasil - 2 equipos de Bolivia, Chile, Colombia, Ecuador, México, Paraguay, Perú, Uruguay y Venezuela                               | - 6 equipos clasificados de la Primera fase                                     |
| Fases finales (16 equipos) | Fases finales (16 equipos) | | - 8 equipos primeros de la Segunda fase - 8 equipos segundos de la Segunda fase |

## Equipos participantes
| País                                | Equipo                                                                    | Vía de clasificación |
| ----------------------------------- | ------------------------------------------------------------------------- | --- |
| Argentina 5 cupos + campeón vigente | San Lorenzo River Plate Racing Club Boca Juniors Huracán Estudiantes (LP) | Campeón de la Copa Libertadores 2014 Campeón del Torneo Final 2014 y de la Copa Sudamericana 2014 Campeón del Torneo de Transición 2014 Mejor equipo ubicado en la tabla de posiciones del Campeonato de Primera División 2013-14 Campeón de la Copa Argentina 2013-14 2.º mejor equipo ubicado en la Copa Sudamericana 2014        |
| Bolivia 3 cupos                     | Universitario de Sucre San José The Strongest                             | Campeón del Torneo Clausura 2014 Subcampeón del Torneo Clausura 2014 3.º puesto del Torneo Clausura 2014 |
| Brasil 5 cupos                      | Cruzeiro Atlético Mineiro São Paulo Internacional Corinthians             | Campeón del Campeonato Brasileño de 2014 Campeón de la Copa de Brasil 2014 Subcampeón del Campeonato Brasileño de 2014 3.º puesto del Campeonato Brasileño de 2014 4.º puesto del Campeonato Brasileño de 2014 |
| Chile 3 cupos                       | Colo-Colo Universidad de Chile Palestino                                  | Campeón del Torneo Clausura 2014 Campeón del Torneo Apertura 2014 Ganador de la Liguilla Pre-Libertadores 2014 |
| Colombia 3 cupos                    | Atlético Nacional Santa Fe Once Caldas                                    | Campeón del Torneo Apertura 2014 Campeón del Torneo Finalización 2014 Mejor equipo ubicado en la Reclasificación 2014 |
| Ecuador 3 cupos                     | Emelec Barcelona Independiente del Valle                                  | Campeón del Campeonato Ecuatoriano de 2014 Subcampeón del Campeonato Ecuatoriano de 2014 Mejor equipo ubicado en la tabla acumulada del Campeonato Ecuatoriano de 2014 |
| México 3 cupos                      | Tigres Atlas Monarcas Morelia                                             | Mejor equipo ubicado en la tabla general de la fase regular del Torneo Apertura 2014 no participante de la Concacaf Liga Campeones 2014-15 2.º mejor equipo ubicado en la tabla general de la fase regular del Torneo Apertura 2014 no participante de la Concacaf Liga Campeones 2014-15 Campeón de la Supercopa de México 2013-14 |
| Paraguay 3 cupos                    | Libertad Guaraní Cerro Porteño                                            | Campeón del Torneo Apertura 2014 y del Torneo Clausura 2014 Mejor equipo ubicado en la tabla acumulada de la temporada 2014 2.º mejor equipo ubicado en la tabla acumulada de la temporada 2014 |
| Perú 3 cupos                        | Sporting Cristal Juan Aurich Alianza Lima                                 | Campeón del Campeonato Descentralizado 2014 Subcampeón del Campeonato Descentralizado 2014 Campeón del Torneo del Inca 2014 |
| Uruguay 3 cupos                     | Danubio Montevideo Wanderers Nacional                                     | Campeón del Campeonato Uruguayo 2013-14 Subcampeón del Campeonato Uruguayo 2013-14 Mejor equipo ubicado en la tabla anual del Campeonato Uruguayo 2013-14 |
| Venezuela 3 cupos                   | Mineros de Guayana Zamora Deportivo Táchira                               | Campeón del Torneo Apertura 2013 Campeón del Torneo Clausura 2014 Mejor equipo ubicado en la tabla acumulada de la Primera División Venezolana 2013-14 |

### Distribución geográfica de los equipos
Distribución geográfica de las sedes de los equipos participantes:

## Sorteo
El sorteo se realizó el 2 de diciembre de 2014 a las 21:00 (UTC-3) en el Centro de Convenciones de la Confederación Sudamericana de Fútbol.

### Bolilleros de la Primera fase
| Bombo 1                                                                               | Bombo 2                                                                                                   |
| ------------------------------------------------------------------------------------- | --- |
| - Huracán - Estudiantes (LP) - The Strongest - Once Caldas - Cerro Porteño - Nacional | - Corinthians - Palestino - Independiente del Valle - Monarcas Morelia - Alianza Lima - Deportivo Táchira |

### Bolilleros de la Segunda fase
| Bombo 1 | Bombo 2 | Bombo 3 | Bombo 4                                                                                  |
| --- | --- | --- | ---------------------------------------------------------------------------------------- |
| - San Lorenzo - River Plate - Cruzeiro - Atlético Mineiro - Atlético Nacional - Emelec - Sporting Cristal - Zamora | - Racing Club - Boca Juniors - São Paulo - Internacional - Santa Fe - Barcelona - Juan Aurich - Mineros de Guayana | - Universitario de Sucre - San José - Colo-Colo - Universidad de Chile - Libertad - Guaraní - Danubio - Montevideo Wanderers | - Tigres - Atlas - Ganador 1 - Ganador 2 - Ganador 3 - Ganador 4 - Ganador 5 - Ganador 6 |

## Primera fase
| Fechas            | Local en la ida         | Global | Local en la vuelta | Ida | Vuelta | Llave     |
| ----------------- | ----------------------- | ------ | ------------------ | --- | ------ | --------- |
| 3 y 10 de febrero | Alianza Lima            | 0:4    | Huracán            | 0:4 | 0:0    | Ganador 1 |
| 5 y 12 de febrero | Independiente del Valle | 1:4    | Estudiantes (LP)   | 1:0 | 0:4    | Ganador 2 |
| 4 y 11 de febrero | Deportivo Táchira       | 4:3    | Cerro Porteño      | 2:1 | 2:2    | Ganador 3 |
| 3 y 10 de febrero | Monarcas Morelia        | 1:3    | The Strongest      | 1:1 | 0:2    | Ganador 4 |
| 5 y 12 de febrero | (v.) Palestino          | 2:2    | Nacional           | 1:0 | 1:2    | Ganador 5 |
| 4 y 11 de febrero | Corinthians             | 5:1    | Once Caldas        | 4:0 | 1:1    | Ganador 6 |

## Segunda fase
Los dos primeros equipos de cada grupo accedieron a los octavos de final. Los criterios de clasificación fueron los siguientes:
1. Puntos obtenidos.
2. Diferencia de goles.
3. Mayor cantidad de goles marcados.
4. Mayor cantidad de goles marcados como visitante.
5. Sorteo.

### Grupo 1
| Equipo           | Pts. | PJ | PG | PE | PP | GF | GC | DG |
| ---------------- | ---- | -- | -- | -- | -- | -- | -- | -- |
| Santa Fe         | 12   | 6  | 4  | 0  | 2  | 10 | 5  | 5  |
| Atlético Mineiro | 9    | 6  | 3  | 0  | 3  | 5  | 4  | 1  |
| Colo-Colo        | 9    | 6  | 3  | 0  | 3  | 8  | 9  | –1 |
| Atlas            | 6    | 6  | 2  | 0  | 4  | 4  | 9  | –5 |

| \| Fecha \| Lugar \| Local \| Resultado \| Visitante \| \| ------------- \| -------------- \| ---------------- \| --------- \| ---------------- \| \| 17 de febrero \| Guadalajara \| Atlas \| 0:1 \| Santa Fe \| \| 18 de febrero \| Santiago \| Colo-Colo \| 2:0 \| Atlético Mineiro \| \| 25 de febrero \| Belo Horizonte \| Atlético Mineiro \| 0:1 \| Atlas \| \| 26 de febrero \| Bogotá \| Santa Fe \| 3:1 \| Colo-Colo \| \| 4 de marzo \| Santiago \| Colo-Colo \| 2:0 \| Atlas \| \| 18 de marzo \| Bogotá \| Santa Fe \| 0:1 \| Atlético Mineiro \| \| 7 de abril \| Guadalajara \| Atlas \| 1:3 \| Colo-Colo \| \| 9 de abril \| Belo Horizonte \| Atlético Mineiro \| 2:0 \| Santa Fe \| \| 15 de abril \| Guadalajara \| Atlas \| 1:0 \| Atlético Mineiro \| \| 15 de abril \| Santiago \| Colo-Colo \| 0:3 \| Santa Fe \| \| 22 de abril \| Belo Horizonte \| Atlético Mineiro \| 2:0 \| Colo-Colo \| \| 22 de abril \| Bogotá \| Santa Fe \| 3:1 \| Atlas \| |                |                  |           |                  |
| Fecha | Lugar          | Local            | Resultado | Visitante        |
| 17 de febrero | Guadalajara    | Atlas            | 0:1       | Santa Fe         |
| 18 de febrero | Santiago       | Colo-Colo        | 2:0       | Atlético Mineiro |
| 25 de febrero | Belo Horizonte | Atlético Mineiro | 0:1       | Atlas            |
| 26 de febrero | Bogotá         | Santa Fe         | 3:1       | Colo-Colo        |
| 4 de marzo | Santiago       | Colo-Colo        | 2:0       | Atlas            |
| 18 de marzo | Bogotá         | Santa Fe         | 0:1       | Atlético Mineiro |
| 7 de abril | Guadalajara    | Atlas            | 1:3       | Colo-Colo        |
| 9 de abril | Belo Horizonte | Atlético Mineiro | 2:0       | Santa Fe         |
| 15 de abril | Guadalajara    | Atlas            | 1:0       | Atlético Mineiro |
| 15 de abril | Santiago       | Colo-Colo        | 0:3       | Santa Fe         |
| 22 de abril | Belo Horizonte | Atlético Mineiro | 2:0       | Colo-Colo        |
| 22 de abril | Bogotá         | Santa Fe         | 3:1       | Atlas            |

### Grupo 2
| Equipo      | Pts. | PJ | PG | PE | PP | GF | GC | DG  |
| ----------- | ---- | -- | -- | -- | -- | -- | -- | --- |
| Corinthians | 13   | 6  | 4  | 1  | 1  | 9  | 3  | 6   |
| São Paulo   | 12   | 6  | 4  | 0  | 2  | 9  | 4  | 5   |
| San Lorenzo | 7    | 6  | 2  | 1  | 3  | 3  | 4  | –1  |
| Danubio     | 3    | 6  | 1  | 0  | 5  | 4  | 14 | –10 |

| \| Fecha \| Lugar \| Local \| Resultado \| Visitante \| \| ------------- \| ------------ \| ----------- \| --------- \| ----------- \| \| 18 de febrero \| Sao Paulo \| Corinthians \| 2:0 \| São Paulo \| \| 19 de febrero \| Montevideo \| Danubio \| 1:2 \| San Lorenzo \| \| 25 de febrero \| São Paulo \| São Paulo \| 4:0 \| Danubio \| \| 4 de marzo \| Buenos Aires \| San Lorenzo \| 0:1 \| Corinthians \| \| 17 de marzo \| Montevideo \| Danubio \| 1:2 \| Corinthians \| \| 18 de marzo \| São Paulo \| São Paulo \| 1:0 \| San Lorenzo \| \| 1 de abril \| Buenos Aires \| San Lorenzo \| 1:0 \| São Paulo \| \| 1 de abril \| Sao Paulo \| Corinthians \| 4:0 \| Danubio \| \| 15 de abril \| Montevideo \| Danubio \| 1:2 \| São Paulo \| \| 16 de abril \| Sao Paulo \| Corinthians \| 0:0 \| San Lorenzo \| \| 22 de abril \| Buenos Aires \| San Lorenzo \| 0:1 \| Danubio \| \| 22 de abril \| São Paulo \| São Paulo \| 2:0 \| Corinthians \| |              |             |           |             |
| Fecha | Lugar        | Local       | Resultado | Visitante   |
| 18 de febrero | Sao Paulo    | Corinthians | 2:0       | São Paulo   |
| 19 de febrero | Montevideo   | Danubio     | 1:2       | San Lorenzo |
| 25 de febrero | São Paulo    | São Paulo   | 4:0       | Danubio     |
| 4 de marzo | Buenos Aires | San Lorenzo | 0:1       | Corinthians |
| 17 de marzo | Montevideo   | Danubio     | 1:2       | Corinthians |
| 18 de marzo | São Paulo    | São Paulo   | 1:0       | San Lorenzo |
| 1 de abril | Buenos Aires | San Lorenzo | 1:0       | São Paulo   |
| 1 de abril | Sao Paulo    | Corinthians | 4:0       | Danubio     |
| 15 de abril | Montevideo   | Danubio     | 1:2       | São Paulo   |
| 16 de abril | Sao Paulo    | Corinthians | 0:0       | San Lorenzo |
| 22 de abril | Buenos Aires | San Lorenzo | 0:1       | Danubio     |
| 22 de abril | São Paulo    | São Paulo   | 2:0       | Corinthians |

### Grupo 3
| Equipo                 | Pts. | PJ | PG | PE | PP | GF | GC | DG |
| ---------------------- | ---- | -- | -- | -- | -- | -- | -- | -- |
| Cruzeiro               | 11   | 6  | 3  | 2  | 1  | 8  | 3  | 5  |
| Universitario de Sucre | 9    | 6  | 2  | 3  | 1  | 4  | 3  | 1  |
| Huracán                | 7    | 6  | 1  | 4  | 1  | 6  | 7  | –1 |
| Mineros de Guayana     | 4    | 6  | 1  | 1  | 4  | 5  | 10 | –5 |

| \| Fecha \| Lugar \| Local \| Resultado \| Visitante \| \| ------------- \| -------------- \| ---------------------- \| --------- \| ---------------------- \| \| 24 de febrero \| Buenos Aires \| Huracán \| 2:2 \| Mineros de Guayana \| \| 25 de febrero \| Sucre \| Universitario de Sucre \| 0:0 \| Cruzeiro \| \| 3 de marzo \| Ciudad Guayana \| Mineros de Guayana \| 0:1 \| Universitario de Sucre \| \| 3 de marzo \| Belo Horizonte \| Cruzeiro \| 0:0 \| Huracán \| \| 10 de marzo \| Sucre \| Universitario de Sucre \| 0:0 \| Huracán \| \| 19 de marzo \| Ciudad Guayana \| Mineros de Guayana \| 0:2 \| Cruzeiro \| \| 8 de abril \| Buenos Aires \| Huracán \| 1:1 \| Universitario de Sucre \| \| 8 de abril \| Belo Horizonte \| Cruzeiro \| 3:0 \| Mineros de Guayana \| \| 14 de abril \| Buenos Aires \| Huracán \| 3:1 \| Cruzeiro \| \| 14 de abril \| Sucre \| Universitario de Sucre \| 2:0 \| Mineros de Guayana \| \| 21 de abril \| Belo Horizonte \| Cruzeiro \| 2:0 \| Universitario de Sucre \| \| 21 de abril \| Ciudad Guayana \| Mineros de Guayana \| 3:0 \| Huracán \| |                |                        |           |                        |
| Fecha | Lugar          | Local                  | Resultado | Visitante              |
| 24 de febrero | Buenos Aires   | Huracán                | 2:2       | Mineros de Guayana     |
| 25 de febrero | Sucre          | Universitario de Sucre | 0:0       | Cruzeiro               |
| 3 de marzo | Ciudad Guayana | Mineros de Guayana     | 0:1       | Universitario de Sucre |
| 3 de marzo | Belo Horizonte | Cruzeiro               | 0:0       | Huracán                |
| 10 de marzo | Sucre          | Universitario de Sucre | 0:0       | Huracán                |
| 19 de marzo | Ciudad Guayana | Mineros de Guayana     | 0:2       | Cruzeiro               |
| 8 de abril | Buenos Aires   | Huracán                | 1:1       | Universitario de Sucre |
| 8 de abril | Belo Horizonte | Cruzeiro               | 3:0       | Mineros de Guayana     |
| 14 de abril | Buenos Aires   | Huracán                | 3:1       | Cruzeiro               |
| 14 de abril | Sucre          | Universitario de Sucre | 2:0       | Mineros de Guayana     |
| 21 de abril | Belo Horizonte | Cruzeiro               | 2:0       | Universitario de Sucre |
| 21 de abril | Ciudad Guayana | Mineros de Guayana     | 3:0       | Huracán                |

### Grupo 4
| Equipo               | Pts. | PJ | PG | PE | PP | GF | GC | DG |
| -------------------- | ---- | -- | -- | -- | -- | -- | -- | -- |
| Internacional        | 13   | 6  | 4  | 1  | 1  | 13 | 7  | 6  |
| Emelec               | 10   | 6  | 3  | 1  | 2  | 9  | 5  | 4  |
| The Strongest        | 9    | 6  | 3  | 0  | 3  | 10 | 11 | –1 |
| Universidad de Chile | 3    | 6  | 1  | 0  | 5  | 7  | 16 | –9 |

| \| Fecha \| Lugar \| Local \| Resultado \| Visitante \| \| ------------- \| ------------ \| -------------------- \| --------- \| -------------------- \| \| 17 de febrero \| Santiago \| Universidad de Chile \| 0:1 \| Emelec \| \| 17 de febrero \| La Paz \| The Strongest \| 3:1 \| Internacional \| \| 24 de febrero \| Manta \| Emelec \| 3:0 \| The Strongest \| \| 26 de febrero \| Porto Alegre \| Internacional \| 3:1 \| Universidad de Chile \| \| 4 de marzo \| Porto Alegre \| Internacional \| 3:2 \| Emelec \| \| 5 de marzo \| Santiago \| Universidad de Chile \| 3:1 \| The Strongest \| \| 17 de marzo \| La Paz \| The Strongest \| 5:3 \| Universidad de Chile \| \| 18 de marzo \| Manta \| Emelec \| 1:1 \| Internacional \| \| 15 de abril \| La Paz \| The Strongest \| 1:0 \| Emelec \| \| 16 de abril \| Santiago \| Universidad de Chile \| 0:4 \| Internacional \| \| 22 de abril \| Guayaquil[2] \| Emelec \| 2:0 \| Universidad de Chile \| \| 22 de abril \| Porto Alegre \| Internacional \| 1:0 \| The Strongest \| |              |                      |           |                      |
| Fecha | Lugar        | Local                | Resultado | Visitante            |
| 17 de febrero | Santiago     | Universidad de Chile | 0:1       | Emelec               |
| 17 de febrero | La Paz       | The Strongest        | 3:1       | Internacional        |
| 24 de febrero | Manta        | Emelec               | 3:0       | The Strongest        |
| 26 de febrero | Porto Alegre | Internacional        | 3:1       | Universidad de Chile |
| 4 de marzo | Porto Alegre | Internacional        | 3:2       | Emelec               |
| 5 de marzo | Santiago     | Universidad de Chile | 3:1       | The Strongest        |
| 17 de marzo | La Paz       | The Strongest        | 5:3       | Universidad de Chile |
| 18 de marzo | Manta        | Emelec               | 1:1       | Internacional        |
| 15 de abril | La Paz       | The Strongest        | 1:0       | Emelec               |
| 16 de abril | Santiago     | Universidad de Chile | 0:4       | Internacional        |
| 22 de abril | Guayaquil    | Emelec               | 2:0       | Universidad de Chile |
| 22 de abril | Porto Alegre | Internacional        | 1:0       | The Strongest        |

### Grupo 5
| Equipo               | Pts. | PJ | PG | PE | PP | GF | GC | DG  |
| -------------------- | ---- | -- | -- | -- | -- | -- | -- | --- |
| Boca Juniors         | 18   | 6  | 6  | 0  | 0  | 19 | 2  | 17  |
| Montevideo Wanderers | 10   | 6  | 3  | 1  | 2  | 9  | 8  | 1   |
| Palestino            | 7    | 6  | 2  | 1  | 3  | 6  | 6  | 0   |
| Zamora               | 0    | 6  | 0  | 0  | 6  | 3  | 21 | –18 |

| \| Fecha \| Lugar \| Local \| Resultado \| Visitante \| \| ------------- \| ------------ \| -------------------- \| --------- \| -------------------- \| \| 17 de febrero \| Montevideo \| Montevideo Wanderers \| 3:2 \| Zamora \| \| 18 de febrero \| Santiago \| Palestino \| 0:2 \| Boca Juniors \| \| 26 de febrero \| Buenos Aires \| Boca Juniors \| 2:1 \| Montevideo Wanderers \| \| 26 de febrero \| Barinas \| Zamora \| 0:1 \| Palestino \| \| 10 de marzo \| Montevideo \| Montevideo Wanderers \| 1:0 \| Palestino \| \| 11 de marzo \| Buenos Aires \| Boca Juniors \| 5:0 \| Zamora \| \| 17 de marzo \| Barinas \| Zamora \| 1:5 \| Boca Juniors \| \| 19 de marzo \| Santiago \| Palestino \| 1:1 \| Montevideo Wanderers \| \| 7 de abril \| Santiago \| Palestino \| 4:0 \| Zamora \| \| 9 de abril \| Montevideo \| Montevideo Wanderers \| 0:3 \| Boca Juniors \| \| 16 de abril \| Barinas \| Zamora \| 0:3 \| Montevideo Wanderers \| \| 16 de abril \| Buenos Aires \| Boca Juniors \| 2:0 \| Palestino \| |              |                      |           |                      |
| Fecha | Lugar        | Local                | Resultado | Visitante            |
| 17 de febrero | Montevideo   | Montevideo Wanderers | 3:2       | Zamora               |
| 18 de febrero | Santiago     | Palestino            | 0:2       | Boca Juniors         |
| 26 de febrero | Buenos Aires | Boca Juniors         | 2:1       | Montevideo Wanderers |
| 26 de febrero | Barinas      | Zamora               | 0:1       | Palestino            |
| 10 de marzo | Montevideo   | Montevideo Wanderers | 1:0       | Palestino            |
| 11 de marzo | Buenos Aires | Boca Juniors         | 5:0       | Zamora               |
| 17 de marzo | Barinas      | Zamora               | 1:5       | Boca Juniors         |
| 19 de marzo | Santiago     | Palestino            | 1:1       | Montevideo Wanderers |
| 7 de abril | Santiago     | Palestino            | 4:0       | Zamora               |
| 9 de abril | Montevideo   | Montevideo Wanderers | 0:3       | Boca Juniors         |
| 16 de abril | Barinas      | Zamora               | 0:3       | Montevideo Wanderers |
| 16 de abril | Buenos Aires | Boca Juniors         | 2:0       | Palestino            |

### Grupo 6
| Equipo      | Pts. | PJ | PG | PE | PP | GF | GC | DG |
| ----------- | ---- | -- | -- | -- | -- | -- | -- | -- |
| Tigres      | 14   | 6  | 4  | 2  | 0  | 16 | 7  | 9  |
| River Plate | 7    | 6  | 1  | 4  | 1  | 8  | 7  | 1  |
| Juan Aurich | 6    | 6  | 1  | 3  | 2  | 9  | 11 | –2 |
| San José    | 4    | 6  | 1  | 1  | 4  | 3  | 11 | –8 |

| \| Fecha \| Lugar \| Local \| Resultado \| Visitante \| \| ------------- \| ------------ \| ----------- \| --------- \| ----------- \| \| 18 de febrero \| Monterrey \| Tigres \| 3:0 \| Juan Aurich \| \| 19 de febrero \| Oruro \| San José \| 2:0 \| River Plate \| \| 5 de marzo \| Buenos Aires \| River Plate \| 1:1 \| Tigres \| \| 5 de marzo \| Chiclayo \| Juan Aurich \| 2:0 \| San José \| \| 11 de marzo \| Oruro \| San José \| 0:1 \| Tigres \| \| 12 de marzo \| Chiclayo \| Juan Aurich \| 1:1 \| River Plate \| \| 17 de marzo \| Monterrey \| Tigres \| 4:0 \| San José \| \| 19 de marzo \| Buenos Aires \| River Plate \| 1:1 \| Juan Aurich \| \| 7 de abril \| Oruro \| San José \| 1:1 \| Juan Aurich \| \| 8 de abril \| Monterrey \| Tigres \| 2:2 \| River Plate \| \| 15 de abril \| Buenos Aires \| River Plate \| 3:0 \| San José \| \| 15 de abril \| Chiclayo \| Juan Aurich \| 4:5 \| Tigres \| |              |             |           |             |
| Fecha | Lugar        | Local       | Resultado | Visitante   |
| 18 de febrero | Monterrey    | Tigres      | 3:0       | Juan Aurich |
| 19 de febrero | Oruro        | San José    | 2:0       | River Plate |
| 5 de marzo | Buenos Aires | River Plate | 1:1       | Tigres      |
| 5 de marzo | Chiclayo     | Juan Aurich | 2:0       | San José    |
| 11 de marzo | Oruro        | San José    | 0:1       | Tigres      |
| 12 de marzo | Chiclayo     | Juan Aurich | 1:1       | River Plate |
| 17 de marzo | Monterrey    | Tigres      | 4:0       | San José    |
| 19 de marzo | Buenos Aires | River Plate | 1:1       | Juan Aurich |
| 7 de abril | Oruro        | San José    | 1:1       | Juan Aurich |
| 8 de abril | Monterrey    | Tigres      | 2:2       | River Plate |
| 15 de abril | Buenos Aires | River Plate | 3:0       | San José    |
| 15 de abril | Chiclayo     | Juan Aurich | 4:5       | Tigres      |

### Grupo 7
| Equipo            | Pts. | PJ | PG | PE | PP | GF | GC | DG |
| ----------------- | ---- | -- | -- | -- | -- | -- | -- | -- |
| Atlético Nacional | 11   | 6  | 3  | 2  | 1  | 12 | 7  | 5  |
| Estudiantes (LP)  | 10   | 6  | 3  | 1  | 2  | 7  | 3  | 4  |
| Libertad          | 8    | 6  | 2  | 2  | 2  | 5  | 8  | –3 |
| Barcelona         | 4    | 6  | 1  | 1  | 4  | 5  | 11 | –6 |

| \| Fecha \| Lugar \| Local \| Resultado \| Visitante \| \| ------------- \| --------- \| ----------------- \| --------- \| ----------------- \| \| 19 de febrero \| Asunción \| Libertad \| 2:2 \| Atlético Nacional \| \| 25 de febrero \| La Plata \| Estudiantes (LP) \| 3:0 \| Barcelona \| \| 3 de marzo \| Guayaquil \| Barcelona \| 0:1 \| Libertad \| \| 5 de marzo \| Medellín \| Atlético Nacional \| 1:1 \| Estudiantes (LP) \| \| 11 de marzo \| Guayaquil \| Barcelona \| 1:2 \| Atlético Nacional \| \| 12 de marzo \| Asunción \| Libertad \| 1:0 \| Estudiantes (LP) \| \| 18 de marzo \| La Plata \| Estudiantes (LP) \| 1:0 \| Libertad \| \| 19 de marzo \| Medellín \| Atlético Nacional \| 2:3 \| Barcelona \| \| 9 de abril \| Asunción \| Libertad \| 1:1 \| Barcelona \| \| 9 de abril \| La Plata \| Estudiantes (LP) \| 0:1 \| Atlético Nacional \| \| 21 de abril \| Medellín \| Atlético Nacional \| 4:0 \| Libertad \| \| 21 de abril \| Guayaquil \| Barcelona \| 0:2 \| Estudiantes (LP) \| |           |                   |           |                   |
| Fecha | Lugar     | Local             | Resultado | Visitante         |
| 19 de febrero | Asunción  | Libertad          | 2:2       | Atlético Nacional |
| 25 de febrero | La Plata  | Estudiantes (LP)  | 3:0       | Barcelona         |
| 3 de marzo | Guayaquil | Barcelona         | 0:1       | Libertad          |
| 5 de marzo | Medellín  | Atlético Nacional | 1:1       | Estudiantes (LP)  |
| 11 de marzo | Guayaquil | Barcelona         | 1:2       | Atlético Nacional |
| 12 de marzo | Asunción  | Libertad          | 1:0       | Estudiantes (LP)  |
| 18 de marzo | La Plata  | Estudiantes (LP)  | 1:0       | Libertad          |
| 19 de marzo | Medellín  | Atlético Nacional | 2:3       | Barcelona         |
| 9 de abril | Asunción  | Libertad          | 1:1       | Barcelona         |
| 9 de abril | La Plata  | Estudiantes (LP)  | 0:1       | Atlético Nacional |
| 21 de abril | Medellín  | Atlético Nacional | 4:0       | Libertad          |
| 21 de abril | Guayaquil | Barcelona         | 0:2       | Estudiantes (LP)  |

### Grupo 8
| Equipo            | Pts. | PJ | PG | PE | PP | GF | GC | DG |
| ----------------- | ---- | -- | -- | -- | -- | -- | -- | -- |
| Racing Club       | 12   | 6  | 4  | 0  | 2  | 15 | 7  | 8  |
| Guaraní           | 9    | 6  | 2  | 3  | 1  | 12 | 10 | 2  |
| Sporting Cristal  | 7    | 6  | 1  | 4  | 1  | 6  | 7  | –1 |
| Deportivo Táchira | 3    | 6  | 0  | 3  | 3  | 6  | 15 | –9 |

| \| Fecha \| Lugar \| Local \| Resultado \| Visitante \| \| ------------- \| ------------- \| ----------------- \| --------- \| ----------------- \| \| 17 de febrero \| San Cristóbal \| Deportivo Táchira \| 0:5 \| Racing Club \| \| 18 de febrero \| Asunción \| Guaraní \| 2:2 \| Sporting Cristal \| \| 24 de febrero \| Avellaneda \| Racing Club \| 4:1 \| Guaraní \| \| 24 de febrero \| Lima \| Sporting Cristal \| 1:1 \| Deportivo Táchira \| \| 10 de marzo \| Asunción \| Guaraní \| 5:2 \| Deportivo Táchira \| \| 10 de marzo \| Avellaneda \| Racing Club \| 1:2 \| Sporting Cristal \| \| 17 de marzo \| Lima \| Sporting Cristal \| 0:2 \| Racing Club \| \| 18 de marzo \| San Cristóbal \| Deportivo Táchira \| 1:1 \| Guaraní \| \| 7 de abril \| Asunción \| Guaraní \| 2:0 \| Racing Club \| \| 8 de abril \| San Cristóbal \| Deportivo Táchira \| 0:0 \| Sporting Cristal \| \| 14 de abril \| Lima \| Sporting Cristal \| 1:1 \| Guaraní \| \| 14 de abril \| Avellaneda \| Racing Club \| 3:2 \| Deportivo Táchira \| |               |                   |           |                   |
| Fecha | Lugar         | Local             | Resultado | Visitante         |
| 17 de febrero | San Cristóbal | Deportivo Táchira | 0:5       | Racing Club       |
| 18 de febrero | Asunción      | Guaraní           | 2:2       | Sporting Cristal  |
| 24 de febrero | Avellaneda    | Racing Club       | 4:1       | Guaraní           |
| 24 de febrero | Lima          | Sporting Cristal  | 1:1       | Deportivo Táchira |
| 10 de marzo | Asunción      | Guaraní           | 5:2       | Deportivo Táchira |
| 10 de marzo | Avellaneda    | Racing Club       | 1:2       | Sporting Cristal  |
| 17 de marzo | Lima          | Sporting Cristal  | 0:2       | Racing Club       |
| 18 de marzo | San Cristóbal | Deportivo Táchira | 1:1       | Guaraní           |
| 7 de abril | Asunción      | Guaraní           | 2:0       | Racing Club       |
| 8 de abril | San Cristóbal | Deportivo Táchira | 0:0       | Sporting Cristal  |
| 14 de abril | Lima          | Sporting Cristal  | 1:1       | Guaraní           |
| 14 de abril | Avellaneda    | Racing Club       | 3:2       | Deportivo Táchira |

## Fases finales
A partir de aquí, los dieciséis equipos clasificados disputaron una serie de eliminatorias a ida y vuelta, hasta consagrar al campeón.
Las fases finales estuvieron compuestas por cuatro etapas: octavos, cuartos, semifinales y final. A los fines de establecer las llaves de la primera etapa, los dieciséis equipos fueron ordenados en dos tablas, una con los clasificados como primeros (numerados del 1 al 8 de acuerdo con su desempeño en la segunda fase, determinada según los criterios de clasificación), y otra con aquellos clasificados como segundos (numerados del 9 al 16, con el mismo criterio), enfrentándose en octavos de final el 1 con el 16, el 2 con el 15, el 3 con el 14, y así sucesivamente. Durante todo el desarrollo de las fases finales, el equipo que ostentara menor número de orden que su rival de turno ejerció la localía en el partido de vuelta. En caso de que dos equipos de un mismo país alcanzaran la ronda de semifinales, se debía alterar, de ser necesario, el orden de las llaves para que ambos se enfrentaran en la mencionada instancia, a fin de evitar que puedan cruzarse en la final.

### Tabla de primeros
| N.º | Equipo            | Pts. | PJ | PG | PE | PP | GF | GC | DG |
| --- | ----------------- | ---- | -- | -- | -- | -- | -- | -- | -- |
| 1   | Boca Juniors      | 18   | 6  | 6  | 0  | 0  | 19 | 2  | 17 |
| 2   | Tigres            | 14   | 6  | 4  | 2  | 0  | 16 | 7  | 9  |
| 3   | Internacional     | 13   | 6  | 4  | 1  | 1  | 13 | 7  | 6  |
| 4   | Corinthians       | 13   | 6  | 4  | 1  | 1  | 9  | 3  | 6  |
| 5   | Racing Club       | 12   | 6  | 4  | 0  | 2  | 15 | 7  | 8  |
| 6   | Santa Fe          | 12   | 6  | 4  | 0  | 2  | 10 | 5  | 5  |
| 7   | Atlético Nacional | 11   | 6  | 3  | 2  | 1  | 12 | 7  | 5  |
| 8   | Cruzeiro          | 11   | 6  | 3  | 2  | 1  | 8  | 3  | 5  |

### Tabla de segundos
| N.º | Equipo                 | Pts. | PJ | PG | PE | PP | GF | GC | DG |
| --- | ---------------------- | ---- | -- | -- | -- | -- | -- | -- | -- |
| 9   | São Paulo              | 12   | 6  | 4  | 0  | 2  | 9  | 4  | 5  |
| 10  | Emelec                 | 10   | 6  | 3  | 1  | 2  | 9  | 5  | 4  |
| 11  | Estudiantes (LP)       | 10   | 6  | 3  | 1  | 2  | 7  | 3  | 4  |
| 12  | Montevideo Wanderers   | 10   | 6  | 3  | 1  | 2  | 9  | 8  | 1  |
| 13  | Guaraní                | 9    | 6  | 2  | 3  | 1  | 12 | 10 | 2  |
| 14  | Atlético Mineiro       | 9    | 6  | 3  | 0  | 3  | 5  | 4  | 1  |
| 15  | Universitario de Sucre | 9    | 6  | 2  | 3  | 1  | 4  | 3  | 1  |
| 16  | River Plate            | 7    | 6  | 1  | 4  | 1  | 8  | 7  | 1  |

### Cuadro de desarrollo
|  | Octavos de final          | Octavos de final          | Octavos de final          | Octavos de final          | Octavos de final          |   |    | Cuartos de final | Cuartos de final | Cuartos de final | Cuartos de final | Cuartos de final |  |    | Semifinales       | Semifinales       | Semifinales       | Semifinales       | Semifinales       |  |    | Final                     | Final                     | Final                     | Final                     | Final                     |  |
|  | 28 de abril al 14 de mayo | 28 de abril al 14 de mayo | 28 de abril al 14 de mayo | 28 de abril al 14 de mayo | 28 de abril al 14 de mayo |   |    | 19 al 28 de mayo | 19 al 28 de mayo | 19 al 28 de mayo | 19 al 28 de mayo | 19 al 28 de mayo |  |    | 14 al 22 de julio | 14 al 22 de julio | 14 al 22 de julio | 14 al 22 de julio | 14 al 22 de julio |  |    | 29 de julio y 5 de agosto | 29 de julio y 5 de agosto | 29 de julio y 5 de agosto | 29 de julio y 5 de agosto | 29 de julio y 5 de agosto |  |
|  |                           |                           |                           |                           |                           |   |    |                  |                  |                  |                  |                  |  |    |                   |                   |                   |                   |                   |  |    |                           |                           |                           |                           |                           |  |
|  |                           |                           |                           |                           |                           |   |    |                  |                  |                  |                  |                  |  |    |                   |                   |                   |                   |                   |  |    |                           |                           |                           |                           |                           |  |
|  | 1                         | Boca Juniors              | 0                         | 0                         | 0                         |   |    |                  |                  |                  |                  |                  |  |    |                   |                   |                   |                   |                   |  |    |                           |                           |                           |                           |                           |  |
|  | 1                         | Boca Juniors              | 0                         | 0                         | 0                         |   |    |                  |                  |                  |                  |                  |  |    |                   |                   |                   |                   |                   |  |    |                           |                           |                           |                           |                           |  |
|  | 16                        | River Plate (w/o.)        | 1                         | 0                         | 1                         |   |    |                  |                  |                  |                  |                  |  |    |                   |                   |                   |                   |                   |  |    |                           |                           |                           |                           |                           |  |
|  | 16                        | River Plate (w/o.)        | 1                         | 0                         | 1                         |   | 16 | River Plate      | 0                | 3                | 3                |                  |  |    |                   |                   |                   |                   |                   |  |    |                           |                           |                           |                           |                           |  |
|  |                           |                           |                           |                           |                           |   | 16 | River Plate      | 0                | 3                | 3                |                  |  |    |                   |                   |                   |                   |                   |  |    |                           |                           |                           |                           |                           |  |
|  |                           |                           | 8                         | Cruzeiro                  | 1                         | 0 | 1  |                  |                  |                  |                  |                  |  |    |                   |                   |                   |                   |                   |  |    |                           |                           |                           |                           |                           |  |
|  | 8                         | Cruzeiro                  | 8                         | Cruzeiro                  | 1                         | 0 | 1  | 0                | 1                | 1 (4)            |                  |                  |  |    |                   |                   |                   |                   |                   |  |    |                           |                           |                           |                           |                           |  |
|  | 8                         | Cruzeiro                  |                           |                           |                           |   |    |                  |                  | 1 (4)            |                  |                  |  |    |                   |                   |                   |                   |                   |  |    |                           |                           |                           |                           |                           |  |
|  | 9                         | São Paulo                 | 1                         | 0                         | 1 (3)                     |   |    |                  |                  |                  |                  |                  |  |    |                   |                   |                   |                   |                   |  |    |                           |                           |                           |                           |                           |  |
|  | 9                         | São Paulo                 | 1                         | 0                         | 1 (3)                     |   |    |                  |                  |                  |                  |                  |  | 16 | River Plate       | 2                 | 1                 | 3                 |                   |  |    |                           |                           |                           |                           |                           |  |
|  |                           |                           |                           |                           |                           |   |    |                  |                  |                  |                  |                  |  | 16 | River Plate       | 2                 | 1                 | 3                 |                   |  |    |                           |                           |                           |                           |                           |  |
|  |                           |                           | 13                        | Guaraní                   | 0                         | 1 | 1  |                  |                  |                  |                  |                  |  |    |                   |                   |                   |                   |                   |  |    |                           |                           |                           |                           |                           |  |
|  | 4                         | Corinthians               | 13                        | Guaraní                   | 0                         | 1 | 1  | 0                | 0                | 0                |                  |                  |  |    |                   |                   |                   |                   |                   |  |    |                           |                           |                           |                           |                           |  |
|  | 4                         | Corinthians               |                           |                           |                           |   |    |                  |                  | 0                |                  |                  |  |    |                   |                   |                   |                   |                   |  |    |                           |                           |                           |                           |                           |  |
|  | 13                        | Guaraní                   | 2                         | 1                         | 3                         |   |    |                  |                  |                  |                  |                  |  |    |                   |                   |                   |                   |                   |  |    |                           |                           |                           |                           |                           |  |
|  | 13                        | Guaraní                   | 2                         | 1                         | 3                         |   | 13 | Guaraní          | 1                | 0                | 1                |                  |  |    |                   |                   |                   |                   |                   |  |    |                           |                           |                           |                           |                           |  |
|  |                           |                           |                           |                           |                           |   | 13 | Guaraní          | 1                | 0                | 1                |                  |  |    |                   |                   |                   |                   |                   |  |    |                           |                           |                           |                           |                           |  |
|  |                           |                           | 5                         | Racing Club               | 0                         | 0 | 0  |                  |                  |                  |                  |                  |  |    |                   |                   |                   |                   |                   |  |    |                           |                           |                           |                           |                           |  |
|  | 5                         | Racing Club               | 5                         | Racing Club               | 0                         | 0 | 0  | 1                | 2                | 3                |                  |                  |  |    |                   |                   |                   |                   |                   |  |    |                           |                           |                           |                           |                           |  |
|  | 5                         | Racing Club               |                           |                           |                           |   |    |                  |                  | 3                |                  |                  |  |    |                   |                   |                   |                   |                   |  |    |                           |                           |                           |                           |                           |  |
|  | 12                        | Montevideo Wanderers      | 1                         | 1                         | 2                         |   |    |                  |                  |                  |                  |                  |  |    |                   |                   |                   |                   |                   |  |    |                           |                           |                           |                           |                           |  |
|  | 12                        | Montevideo Wanderers      | 1                         | 1                         | 2                         |   |    |                  |                  |                  |                  |                  |  |    |                   |                   |                   |                   |                   |  | 16 | River Plate               | 0                         | 3                         | 3                         |                           |  |
|  |                           |                           |                           |                           |                           |   |    |                  |                  |                  |                  |                  |  |    |                   |                   |                   |                   |                   |  | 16 | River Plate               | 0                         | 3                         | 3                         |                           |  |
|  |                           |                           | 2                         | Tigres                    | 0                         | 0 | 0  |                  |                  |                  |                  |                  |  |    |                   |                   |                   |                   |                   |  |    |                           |                           |                           |                           |                           |  |
|  | 2                         | Tigres                    | 2                         | Tigres                    | 0                         | 0 | 0  | 2                | 1                | 3                |                  |                  |  |    |                   |                   |                   |                   |                   |  |    |                           |                           |                           |                           |                           |  |
|  | 2                         | Tigres                    |                           |                           |                           |   |    |                  |                  | 3                |                  |                  |  |    |                   |                   |                   |                   |                   |  |    |                           |                           |                           |                           |                           |  |
|  | 15                        | Universitario de Sucre    | 1                         | 1                         | 2                         |   |    |                  |                  |                  |                  |                  |  |    |                   |                   |                   |                   |                   |  |    |                           |                           |                           |                           |                           |  |
|  | 15                        | Universitario de Sucre    | 1                         | 1                         | 2                         |   | 2  | Tigres           | 0                | 2                | 2                |                  |  |    |                   |                   |                   |                   |                   |  |    |                           |                           |                           |                           |                           |  |
|  |                           |                           |                           |                           |                           |   | 2  | Tigres           | 0                | 2                | 2                |                  |  |    |                   |                   |                   |                   |                   |  |    |                           |                           |                           |                           |                           |  |
|  |                           |                           | 10                        | Emelec                    | 1                         | 0 | 1  |                  |                  |                  |                  |                  |  |    |                   |                   |                   |                   |                   |  |    |                           |                           |                           |                           |                           |  |
|  | 7                         | Atlético Nacional         | 10                        | Emelec                    | 1                         | 0 | 1  | 0                | 1                | 1                |                  |                  |  |    |                   |                   |                   |                   |                   |  |    |                           |                           |                           |                           |                           |  |
|  | 7                         | Atlético Nacional         |                           |                           |                           |   |    |                  |                  | 1                |                  |                  |  |    |                   |                   |                   |                   |                   |  |    |                           |                           |                           |                           |                           |  |
|  | 10                        | Emelec                    | 2                         | 0                         | 2                         |   |    |                  |                  |                  |                  |                  |  |    |                   |                   |                   |                   |                   |  |    |                           |                           |                           |                           |                           |  |
|  | 10                        | Emelec                    | 2                         | 0                         | 2                         |   |    |                  |                  |                  |                  |                  |  | 2  | Tigres            | 1                 | 3                 | 4                 |                   |  |    |                           |                           |                           |                           |                           |  |
|  |                           |                           |                           |                           |                           |   |    |                  |                  |                  |                  |                  |  | 2  | Tigres            | 1                 | 3                 | 4                 |                   |  |    |                           |                           |                           |                           |                           |  |
|  |                           |                           | 3                         | Internacional             | 2                         | 1 | 3  |                  |                  |                  |                  |                  |  |    |                   |                   |                   |                   |                   |  |    |                           |                           |                           |                           |                           |  |
|  | 3                         | Internacional             | 3                         | Internacional             | 2                         | 1 | 3  | 2                | 3                | 5                |                  |                  |  |    |                   |                   |                   |                   |                   |  |    |                           |                           |                           |                           |                           |  |
|  | 3                         | Internacional             |                           |                           |                           |   |    |                  |                  | 5                |                  |                  |  |    |                   |                   |                   |                   |                   |  |    |                           |                           |                           |                           |                           |  |
|  | 14                        | Atlético Mineiro          | 2                         | 1                         | 3                         |   |    |                  |                  |                  |                  |                  |  |    |                   |                   |                   |                   |                   |  |    |                           |                           |                           |                           |                           |  |
|  | 14                        | Atlético Mineiro          | 2                         | 1                         | 3                         |   | 3  | Internacional    | 0                | 2                | 2                |                  |  |    |                   |                   |                   |                   |                   |  |    |                           |                           |                           |                           |                           |  |
|  |                           |                           |                           |                           |                           |   | 3  | Internacional    | 0                | 2                | 2                |                  |  |    |                   |                   |                   |                   |                   |  |    |                           |                           |                           |                           |                           |  |
|  |                           |                           | 6                         | Santa Fe                  | 1                         | 0 | 1  |                  |                  |                  |                  |                  |  |    |                   |                   |                   |                   |                   |  |    |                           |                           |                           |                           |                           |  |
|  | 6                         | Santa Fe                  | 6                         | Santa Fe                  | 1                         | 0 | 1  | 1                | 2                | 3                |                  |                  |  |    |                   |                   |                   |                   |                   |  |    |                           |                           |                           |                           |                           |  |
|  | 6                         | Santa Fe                  |                           |                           |                           |   |    |                  |                  | 3                |                  |                  |  |    |                   |                   |                   |                   |                   |  |    |                           |                           |                           |                           |                           |  |
|  | 11                        | Estudiantes (LP)          | 2                         | 0                         | 2                         |   |    |                  |                  |                  |                  |                  |  |    |                   |                   |                   |                   |                   |  |    |                           |                           |                           |                           |                           |  |
|  | 11                        | Estudiantes (LP)          | 2                         | 0                         | 2                         |   |    |                  |                  |                  |                  |                  |  |    |                   |                   |                   |                   |                   |  |    |                           |                           |                           |                           |                           |  |
|  |                           |                           |                           |                           |                           |   |    |                  |                  |                  |                  |                  |  |    |                   |                   |                   |                   |                   |  |    |                           |                           |                           |                           |                           |  |

- Nota: En cada llave, el equipo con el menor número de orden es el que definió la serie como local.
- Nota 2: El Reglamento de la competición, en su artículo 3.7.b, establece: El Torneo deberá indefectiblemente finalizar en un país perteneciente al continente sudamericano. En consecuencia, Tigres debió disputar su primer partido en la final en condición de local.[3]

### Octavos de final
| 7 de mayo de 2015, 21:00 (UTC-3) | River Plate | 1:0 (0:0) | Boca Juniors | Estadio Monumental, Buenos Aires                           |                                                            |
|                                  | Sánchez 81' | Reporte   |              | Asistencia: 65 000 espectadores Árbitro(s): Germán Delfino | Asistencia: 65 000 espectadores Árbitro(s): Germán Delfino |

| 14 de mayo de 2015, 21:00 (UTC-3) | Boca Juniors | 0:0 (w/o.) | River Plate | Estadio La Bombonera, Buenos Aires                        |                                                           |
| |              | Reporte    |             | Asistencia: 49 000 espectadores Árbitro(s): Darío Herrera | Asistencia: 49 000 espectadores Árbitro(s): Darío Herrera |
| Encuentro suspendido en el entretiempo, por agresión a jugadores del equipo visitante. Posteriormente la Conmebol descalificó a Boca Juniors de la competición, obteniendo River Plate el pase a la siguiente fase. |              |            |             |                                                           |                                                           |

| 6 de mayo de 2015, 22:00 (UTC-3) | São Paulo     | 1:0 (0:0) | Cruzeiro | Estadio Morumbi, São Paulo                                  |                                                             |
|                                  | Centurión 82' | Reporte   |          | Asistencia: 66 369 espectadores Árbitro(s): Carlos Amarilla | Asistencia: 66 369 espectadores Árbitro(s): Carlos Amarilla |

| 13 de mayo de 2015, 19:30 (UTC-3) | Cruzeiro                                                                 | 1:0 (0:0) (4:3 p.)         | São Paulo                                               | Estadio Mineirão, Belo Horizonte                         |                                                          |
|                                   | Leandro Damião 54'                                                       | Reporte                    |                                                         | Asistencia: 37 719 espectadores Árbitro(s): Andrés Cunha | Asistencia: 37 719 espectadores Árbitro(s): Andrés Cunha |
|                                   |                                                                          | Tiros desde el punto penal |                                                         |                                                          |                                                          |
|                                   | Leandro Damião · Marquinhos · De Arrascaeta · Henrique · Manoel · Xavier |                            | Ceni · Ganso · Souza · Luís Fabiano · Centurión · Lucão |                                                          |                                                          |

| 6 de mayo de 2015, 18:45 (UTC-4) | Guaraní                      | 2:0 (0:0) | Corinthians | Estadio Defensores del Chaco, Asunción                      |                                                             |
|                                  | Santander 60' · Contrera 81' | Reporte   |             | Asistencia: 8 000 espectadores Árbitro(s): Daniel Fedorczuk | Asistencia: 8 000 espectadores Árbitro(s): Daniel Fedorczuk |

| 13 de mayo de 2015, 22:00 (UTC-3) | Corinthians | 0:1 (0:0) | Guaraní            | Estadio Arena do Corinthians, Sao Paulo                   |                                                           |
|                                   |             | Reporte   | F. Fernández 90+1' | Asistencia: 40 239 espectadores Árbitro(s): Enrique Osses | Asistencia: 40 239 espectadores Árbitro(s): Enrique Osses |

| 7 de mayo de 2015, 18:45 (UTC-3) | Montevideo Wanderers | 1:1 (0:0) | Racing Club      | Estadio Gran Parque Central, Montevideo                     |                                                             |
|                                  | Santos 54'           | Reporte   | B. Fernández 86' | Asistencia: 26 000 espectadores Árbitro(s): Péricles Cortez | Asistencia: 26 000 espectadores Árbitro(s): Péricles Cortez |

| 14 de mayo de 2015, 18:30 (UTC-3) | Racing Club           | 2:1 (2:0) | Montevideo Wanderers | Estadio Presidente Perón, Avellaneda                      |                                                           |
|                                   | Camacho 15' · Bou 39' | Reporte   | Olivera 89'          | Asistencia: 35 000 espectadores Árbitro(s): Wilmar Roldán | Asistencia: 35 000 espectadores Árbitro(s): Wilmar Roldán |

| 28 de abril de 2015, 20:30 (UTC-4) | Universitario de Sucre | 1:2 (1:0) | Tigres                    | Estadio Olímpico Patria, Sucre                               |                                                              |
|                                    | Barón 1'               | Reporte   | Esqueda 54' · Álvarez 62' | Asistencia: 16 000 espectadores Árbitro(s): Patricio Loustau | Asistencia: 16 000 espectadores Árbitro(s): Patricio Loustau |

| 5 de mayo de 2015, 22:00 (UTC-4) | Tigres    | 1:1 (0:1) | Universitario de Sucre | Estadio Universitario, Monterrey                           |                                                            |
|                                  | Sóbis 75' | Reporte   | Cuesta 1'              | Asistencia: 40 000 espectadores Árbitro(s): Julio Bascuñán | Asistencia: 40 000 espectadores Árbitro(s): Julio Bascuñán |

| 7 de mayo de 2015, 21:15 (UTC-5) | Emelec                    | 2:0 (0:0) | Atlético Nacional | Estadio Jocay, Manta                                                |                                                                     |
|                                  | Herrera 41' · Bolaños 73' | Reporte   |                   | Asistencia: 15 000 espectadores Árbitro(s): Ricardo Marques Ribeiro | Asistencia: 15 000 espectadores Árbitro(s): Ricardo Marques Ribeiro |

| 14 de mayo de 2015, 21:30 (UTC-5) | Atlético Nacional | 1:0 (0:0) | Emelec | Estadio Atanasio Girardot, Medellín                              |                                                                  |
|                                   | Henríquez 60'     | Reporte   |        | Asistencia: 25 000 espectadores Árbitro(s): Víctor Hugo Carrillo | Asistencia: 25 000 espectadores Árbitro(s): Víctor Hugo Carrillo |

| 6 de mayo de 2015, 22:00 (UTC-3) | Atlético Mineiro         | 2:2 (1:1) | Internacional           | Estadio Raimundo Sampaio, Belo Horizonte                  |                                                           |
|                                  | Santos 14' · Silva 90+4' | Reporte   | López 2' · Valdívia 60' | Asistencia: 19 553 espectadores Árbitro(s): Wilmar Roldán | Asistencia: 19 553 espectadores Árbitro(s): Wilmar Roldán |

| 13 de mayo de 2015, 22:00 (UTC-3) | Internacional                               | 3:1 (2:0) | Atlético Mineiro | Estadio Beira-Rio, Porto Alegre                            |                                                            |
|                                   | Valdívia 21' · D'Alessandro 45' · López 80' | Reporte   | Pratto 58'       | Asistencia: 42 888 espectadores Árbitro(s): Julio Bascuñán | Asistencia: 42 888 espectadores Árbitro(s): Julio Bascuñán |

| 5 de mayo de 2015, 20:45 (UTC-3) | Estudiantes (LP)          | 2:1 (2:0) | Santa Fe   | Estadio Ciudad de La Plata, La Plata                      |                                                           |
|                                  | Auzqui 20' · Carrillo 29' | Reporte   | 80' Morelo | Asistencia: 25 000 espectadores Árbitro(s): Antonio Arias | Asistencia: 25 000 espectadores Árbitro(s): Antonio Arias |

| 12 de mayo de 2015, 19:30 (UTC-5) | Santa Fe              | 2:0 (1:0) | Estudiantes (LP) | Estadio El Campín, Bogotá                               |                                                         |
|                                   | Meza 33' · Rivera 79' | Reporte   |                  | Asistencia: 20 000 espectadores Árbitro(s): Carlos Vera | Asistencia: 20 000 espectadores Árbitro(s): Carlos Vera |

### Cuartos de final
| 21 de mayo de 2015, 22:00 (UTC-3) | River Plate | 0:1 (0:0) | Cruzeiro       | Estadio Monumental, Buenos Aires                          |                                                           |
|                                   |             | Reporte   | Marquinhos 81' | Asistencia: 65 000 espectadores Árbitro(s): Enrique Osses | Asistencia: 65 000 espectadores Árbitro(s): Enrique Osses |

| 27 de mayo de 2015, 22:00 (UTC-3) | Cruzeiro | 0:3 (0:2) | River Plate                               | Estadio Mineirão, Belo Horizonte                          |                                                           |
|                                   |          | Reporte   | Sánchez 19' · Maidana 45' · Gutiérrez 51' | Asistencia: 54 890 espectadores Árbitro(s): Wilmar Roldán | Asistencia: 54 890 espectadores Árbitro(s): Wilmar Roldán |

| 21 de mayo de 2015, 18:45 (UTC-4) | Guaraní     | 1:0 (0:0) | Racing Club | Estadio Defensores del Chaco, Asunción                   |                                                          |
|                                   | Benítez 84' | Reporte   |             | Asistencia: 18 000 espectadores Árbitro(s): Sandro Ricci | Asistencia: 18 000 espectadores Árbitro(s): Sandro Ricci |

| 28 de mayo de 2015, 21:00 (UTC-3) | Racing Club | 0:0     | Guaraní | Estadio Presidente Perón, Avellaneda                     |                                                          |
|                                   |             | Reporte |         | Asistencia: 50 000 espectadores Árbitro(s): Andrés Cunha | Asistencia: 50 000 espectadores Árbitro(s): Andrés Cunha |

| 19 de mayo de 2015, 20:00 (UTC-5) | Emelec      | 1:0 (0:0) | Tigres | Estadio Jocay, Manta                                           |                                                                |
|                                   | Bolaños 65' | Reporte   |        | Asistencia: 22 000 espectadores Árbitro(s): Fernando Rapallini | Asistencia: 22 000 espectadores Árbitro(s): Fernando Rapallini |

| 26 de mayo de 2015, 20:00 (UTC-5) | Tigres               | 2:0 (1:0) | Emelec | Estadio Universitario, Monterrey                            |                                                             |
|                                   | Sóbis 5' · Rivas 79' | Reporte   |        | Asistencia: 42 000 espectadores Árbitro(s): Enrique Cáceres | Asistencia: 42 000 espectadores Árbitro(s): Enrique Cáceres |

| 20 de mayo de 2015, 20:00 (UTC-5) | Santa Fe       | 1:0 (0:0) | Internacional | Estadio El Campín, Bogotá                                 |                                                           |
|                                   | Mosquera 90+1' | Reporte   |               | Asistencia: 18 860 espectadores Árbitro(s): Néstor Pitana | Asistencia: 18 860 espectadores Árbitro(s): Néstor Pitana |

| 27 de mayo de 2015, 19:30 (UTC-3) | Internacional         | 2:0 (1:0) | Santa Fe | Estadio Beira-Rio, Porto Alegre                                  |                                                                  |
|                                   | Juan 2' · Perlaza 88' | Reporte   |          | Asistencia: 44 665 espectadores Árbitro(s): Víctor Hugo Carrillo | Asistencia: 44 665 espectadores Árbitro(s): Víctor Hugo Carrillo |

### Semifinales
| 14 de julio de 2015, 21:00 (UTC-3) | River Plate            | 2:0 (0:0) | Guaraní | Estadio Monumental, Buenos Aires                             |                                                              |
|                                    | Mercado 59' · Mora 72' | Reporte   |         | Asistencia: 67 000 espectadores Árbitro(s): Daniel Fedorczuk | Asistencia: 67 000 espectadores Árbitro(s): Daniel Fedorczuk |

| 21 de julio de 2015, 20:00 (UTC-4) | Guaraní       | 1:1 (0:0) | River Plate | Estadio Defensores del Chaco, Asunción                     |                                                            |
|                                    | Fernández 61' | Reporte   | Alario 78'  | Asistencia: 35 000 espectadores Árbitro(s): Julio Bascuñán | Asistencia: 35 000 espectadores Árbitro(s): Julio Bascuñán |

| 15 de julio de 2015, 22:00 (UTC-3) | Internacional                  | 2:1 (2:1) | Tigres    | Estadio Beira-Rio, Porto Alegre                         |                                                         |
|                                    | D'Alessandro 5' · Valdívia 10' | Reporte   | Ayala 23' | Asistencia: 44 884 espectadores Árbitro(s): José Argote | Asistencia: 44 884 espectadores Árbitro(s): José Argote |

| 22 de julio de 2015, 20:00 (UTC-5) | Tigres                               | 3:1 (2:0) | Internacional | Estadio Universitario, Monterrey                        |                                                         |
|                                    | Gignac 17' · Geferson 40' · Ríos 55' | Reporte   | López 88'     | Asistencia: 42 000 espectadores Árbitro(s): Carlos Vera | Asistencia: 42 000 espectadores Árbitro(s): Carlos Vera |

### Final
| Ida; 29 de julio de 2015, 20:00 (UTC-5) | Tigres | 0:0     | River Plate | Estadio Universitario, Monterrey                          |                                                           |
|                                         |        | Reporte |             | Asistencia: 40 000 espectadores Árbitro(s): Antonio Arias | Asistencia: 40 000 espectadores Árbitro(s): Antonio Arias |

| Vuelta; 5 de agosto de 2015, 22:00 (UTC-3) | River Plate                                      | 3:0 (1:0) | Tigres | Estadio Monumental, Buenos Aires                          |                                                           |
|                                            | Alario 44' · Sánchez 74' (pen.) · Funes Mori 78' | Reporte   |        | Asistencia: 69 000 espectadores Árbitro(s): Darío Ubríaco | Asistencia: 69 000 espectadores Árbitro(s): Darío Ubríaco |

|                                 |
| Bandera de Argentina            |
| Campeón River Plate 3.er título |

## Estadísticas y premios

### Mejor Jugador
| Jugador        | Club   |
| -------------- | ------ |
| Joffre Guerrón | Tigres |

### Goleadores
| Jugador            | Club             | Goles | PJ |
| ------------------ | ---------------- | ----- | -- |
| Gustavo Bou        | Racing Club      | 8     | 10 |
| Guido Carrillo     | Estudiantes (LP) | 7     | 10 |
| Federico Santander | Guaraní          | 6     | 10 |
| Miler Bolaños      | Emelec           | 6     | 9  |
| Esteban Paredes    | Colo-Colo        | 5     | 5  |
| Valdívia           | Internacional    | 5     | 8  |
| Paolo Guerrero     | Corinthians      | 4     | 8  |

### Asistentes
| Jugador            | Club                 | Asistencias | PJ |
| ------------------ | -------------------- | ----------- | -- |
| Omar Pérez         | Santa Fe             | 5           | 10 |
| Eduardo Sasha      | Internacional        | 5           | 12 |
| Rafael Sóbis       | Tigres               | 5           | 12 |
| Pablo Escobar      | The Strongest        | 4           | 7  |
| César González     | Deportivo Táchira    | 4           | 8  |
| Jonathan Copete    | Atlético Nacional    | 4           | 8  |
| Nicolás Albarracín | Montevideo Wanderers | 4           | 8  |
| Diego Milito       | Racing Club          | 4           | 9  |
| Gustavo Bou        | Racing Club          | 4           | 10 |

### Equipo Ideal
| Equipo Ideal 2015 | Equipo Ideal 2015   | Equipo Ideal 2015 |
| Pos.              | Futbolista          | Equipo            |
| ----------------- | ------------------- | ----------------- |
| Guardameta        | Marcelo Barovero    | River Plate       |
| Defensa           | Jonatan Maidana     | River Plate       |
| Defensa           | Hugo Ayala          | Tigres            |
| Defensa           | Francisco Meza      | Santa Fe          |
| Centrocampista    | Egidio Arévalo Ríos | Tigres            |
| Centrocampista    | Carlos Sánchez      | River Plate       |
| Centrocampista    | Leonardo Ponzio     | River Plate       |
| Centrocampista    | Andrés D'Alessandro | Internacional     |
| Delantero         | Federico Santander  | Guaraní           |
| Delantero         | Gustavo Bou         | Racing Club       |
| Delantero         | Lucas Alario        | River Plate       |